# Hermann Maier
Hermann Maier (Altenmarkt im Pongau, 7 dicembre 1972) è un ex sciatore alpino austriaco.
Da molti considerato uno dei più forti sciatori della storia, ha vinto quattro medaglie olimpiche, di cui due d'oro, sei medaglie mondiali (tre ori) e quattro Coppe del Mondo tra la fine degli anni novanta e gli anni duemila, quando ha ottenuto 54 vittorie nel circuito.
La carriera agonistica di "Herminator", soprannome attribuitogli dalla stampa per il fisico massiccio e l'aggressività in pista, è stata divisa in due dall'incidente motociclistico dell'agosto 2001. Sciatore più forte al mondo in quel momento, ha evitato di poco l'amputazione della gamba destra ed è stato costretto ad una lunga riabilitazione per recuperare le funzionalità dell'arto. Tornato nel Circo bianco nel gennaio 2003 tra molte perplessità, è riuscito, nella sua seconda vita sportiva, a riconquistare i vertici dello sci alpino.

## Biografia

### Infanzia e adolescenza
Primo di due figli, Maier nacque in una famiglia dedita agli sport invernali: suo padre, Hermann, e sua madre, Gerti, erano entrambi maestri di sci e gestivano una delle cinque scuole di Flachau. I fratelli Maier seguirono le orme famigliari, con Hermann che indossò per la prima volta gli sci all'età di tre anni, mentre Alexander sarebbe diventato uno snowboarder della nazionale austriaca.
A 15 anni venne ammesso nell'accademia sportiva della vicina Schladming, ma fu costretto ad abbandonarla dopo meno di un anno anche per via della sindrome di Osgood-Schlatter, disordine della crescita che colpisce preadolescenti e adolescenti. I problemi alle ginocchia erano dovuti all'improvvisa crescita di Maier, che in pochi mesi passò da 1 metro e 45 di altezza a 1 e 80. Tornato a Flachau trovò impiego come muratore d'estate, mentre d'inverno, dopo aver preso la licenza di maestro di sci a 19 anni, insegnava presso la scuola di famiglia per cinque ore al giorno. Il tempo restante lo impiegava ad allenarsi da solo.

### Stagione 1995
Divenuto campione locale nel Salisburghese e nel Tirolo, Maier venne aiutato dall'allora presidente della federazione regionale di sci, Alex Reiner, affinché potesse disputare i Campionati austriaci 1995, dove ottenne il 18º posto nello slalom gigante partendo col pettorale 141.

### Stagione 1996
Il 6 gennaio 1996 sempre Reiner fece in modo che Maier facesse da apripista allo slalom gigante di Coppa del Mondo che si tenne a Flachau. Se in quell'occasione fosse stato in gara, con il tempo realizzato da apripista Hermann avrebbe chiuso la prima manche al 7º posto e la seconda all'11º. Grazie a questa performance la nazionale austriaca lo convocò per gli slalom giganti di Coppa Europa dell'8 e del 9 gennaio a Les Arcs, in Francia. Nella prima gara Maier giunse subito al secondo posto, alle spalle dello svizzero Steve Locher; il giorno seguente le posizioni sul podio furono invertite e arrivò così la sua prima vittoria internazionale della carriera. Nella stagione 1995-1996 in Coppa Europa l'allora ventitreenne di Flachau vinse cinque gare, anche grazie alle quali riuscì ad imporsi nella classifica generale con 193 punti (43 in più del secondo, Thomas Sykora) e in quella di slalom gigante.
Il 10 febbraio 1996 esordì inoltre in Coppa del Mondo nello slalom gigante di Hinterstoder, che chiuse, andando a punti, con il 26º posto. Un mese dopo a Kvitfjell, alla seconda gara nel massimo circuito internazionale, conquistò l'11º posto in supergigante.

### Stagione 1997
Dall'inizio della stagione 1996-1997 Maier venne chiamato con continuità in Coppa del Mondo, soprattutto per gli slalom giganti. Nel secondo di questi, il 25 novembre, arrivò per la prima volta nei primi dieci di una gara di Coppa, con il 6º posto di Park City. In gennaio venne convocato per partecipare alla sua prima discesa libera, quella di Chamonix: dopo aver ottenuto il 2º e il 3º tempo nelle discese di prova, cadde in gara fratturandosi un braccio. Anche per questo venne escluso dalla squadra per i seguenti Mondiali, tenutisi a Sestriere dal 3 al 15 febbraio. Alla ripresa della Coppa del Mondo dopo la pausa iridata, Maier comunque ottenne a Garmisch-Partenkirchen, su quella che sarebbe una delle piste dove avrebbe vinto di più, due risultati di rilievo: il 21 febbraio arrivò infatti 2º in supergigante partendo con il pettorale 32 dietro al francese Luc Alphand, mentre due giorni dopo conquistò la vittoria nella medesima specialità, distaccando il più quotato Kristian Ghedina, secondo al traguardo, di 52 centesimi.

### Stagione 1998
Nella stagione successiva Maier compì il definitivo salto di qualità che lo portò tra i grandissimi del Circo bianco. All'esordio stagionale in Coppa del Mondo conquistò subito il 3º posto nello slalom parallelo di Tignes, disciplina che prevedeva l'alternanza di porte di slalom speciale e gigante e disputata per la prima volta con questo formato. Malgrado la grande competizione presente all'interno della nazionale austriaca, che annoverava tra le sue file Andreas Schifferer, Stephan Eberharter, Hans Knauß e Josef Strobl, Maier riuscì a emergere con forza dimostrando in breve tempo di essere il più quotato per la vittoria finale in Coppa del Mondo. Tra l'ottobre e il 1º febbraio, giorno dell'ultima gara disputata prima dei XVIII Giochi olimpici invernali di Nagano 1998 (7-22 febbraio), vinse infatti dieci prove (tre slalom giganti, quattro supergiganti, due discese libere e l'unica combinata della sua carriera), andando a podio altre sette volte su ventuno gare da lui disputate. In occasione dello slalom gigante di Val-d'Isère del 14 dicembre inoltre Maier chiuse la gara al primo posto con 40 centesimi di vantaggio su Michael von Grünigen, ma venne squalificato essendosi tolto gli sci prima della linea prevista.
Nel frattempo l'intera nazionale austriaca ottenne risultati di rilievo: il 6 dicembre i primi cinque posti della discesa di Beaver Creek furono biancorossi (Maier 2º), mentre il giorno dopo sulla stessa Birds of Prey il dominio si fermò alle prime quattro posizioni (Maier primo). Un ulteriore poker arrivò il 29 dicembre sulla Stelvio di Bormio, con Maier che conquistò la prima vittoria in discesa libera. Subito prima della pausa olimpica tre austriaci occupavano le prime tre posizioni della classifica generale di Coppa, con Maier che aveva 587 punti di vantaggio su Schifferer e 997 su Eberharter.

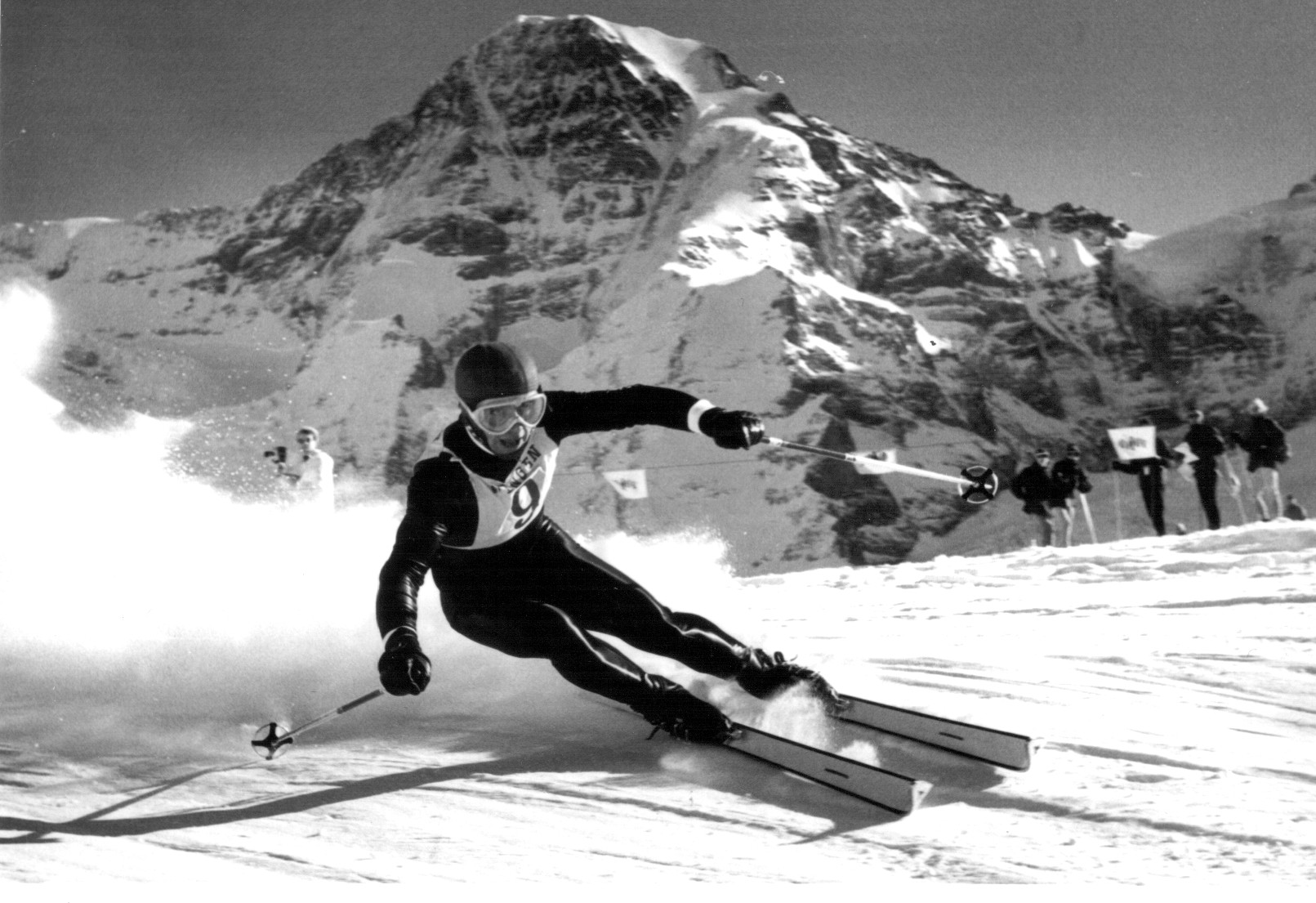
Karl Schranz, unico austriaco prima di Maier ad aggiudicarsi la Coppa del Mondo

L'austriaco di Flachau si presentò quindi alle sue prime Olimpiadi quale grande favorito nelle specialità che l'avevano visto primeggiare tutto l'anno: slalom gigante, supergigante e discesa libera. Il 13 febbraio si disputò la gara di discesa libera. Dopo soli 18'' dalla partenza, Maier fu autore di una spettacolare caduta: dopo essersi staccato dal suolo e aver battuto il casco sulla pista, andò a finire contro le due file di reti di protezione, abbattendole e precipitando per alcuni metri, senza tuttavia riportare gravi infortuni. Tre giorni dopo, nonostante i dolori al ginocchio e alla spalla dovuti all'incidente, si impose nel supergigante precedendo lo svizzero Didier Cuche e l'austriaco Knauß, medaglie d'argento a pari merito, di 61 centesimi. Il 19 si aggiudicò inoltre lo slalom gigante con 85 centesimi di vantaggio su Eberharter, secondo al traguardo. Maier diventò così il secondo austriaco a vincere la medaglia d'oro nello slalom gigante olimpico, dopo Toni Sailer a Cortina d'Ampezzo 1956, e il secondo, sempre dopo Sailer, a vincere più di un oro nella stessa Olimpiade. La doppia medaglia olimpica, soprattutto perché arrivata dopo la spettacolare caduta nella discesa libera, diedero all'ex muratore fama internazionale.
Alla fine di quella stagione Maier si aggiudicò la Coppa del Mondo generale con 571 punti di vantaggio sul più diretto inseguitore, Schifferer; la Coppa generale tornò così in Austria 28 anni dopo la vittoria di Karl Schranz nel 1969-1970. A fine stagione oltre alla Coppa generale l'austriaco mise in bacheca anche le Coppe di specialità di supergigante (con 144 punti di vantaggio su Knauß) e di slalom gigante, quest'ultima con 60 punti in più di Von Grünigen.

### Stagione 1999
La stagione 1998-1999 cominciò com'era finita la precedente. Maier dimostrò di essere in forma già alla prima gara vincendo lo slalom gigante inaugurale di Sölden davanti ad altri tre austriaci. Nei mesi successivi il dominio in classifica generale dell'atleta di Flachau non fu però così marcato come nel 1997-1998, anche per via di alcune prove concluse senza punti. Il 21 dicembre fu comunque il protagonista di una data storica per lo sci austriaco. In occasione del supergigante di Innsbruck infatti nove atleti biancorossi si piazzarono ai primi nove posti della gara, battendo un record trentennale detenuto dalla Francia che nella discesa dell'Abetone del 2 marzo 1968 aveva piazzato sei atlete nelle prime sei. Davanti a 20.000 spettatori, Maier precedette sul traguardo i connazionali Christian Mayer, Fritz Strobl, Stephan Eberharter, Rainer Salzgeber, Hans Knauß, Patrick Wirth, Andreas Schifferer e Werner Franz.

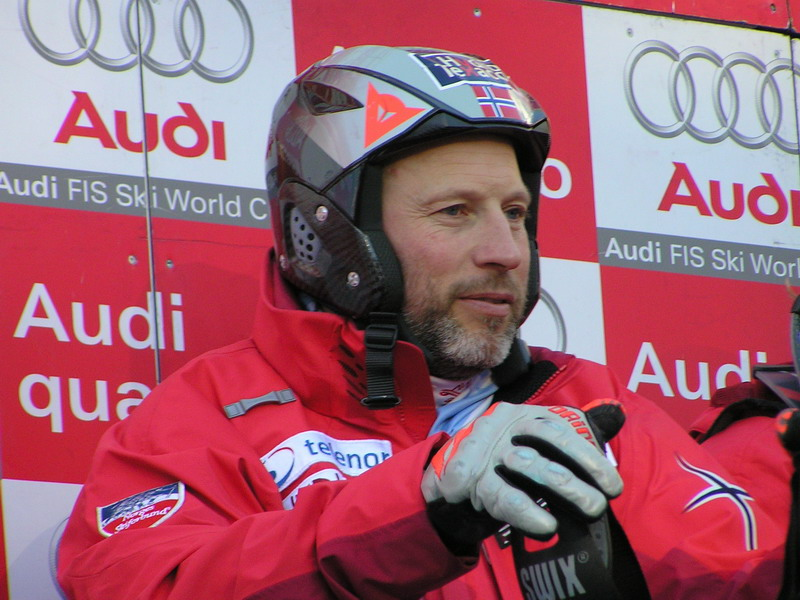
Lasse Kjus, grande rivale di Maier per tutta la stagione 1998-1999

Prima dell'inizio dei Mondiali 1999, disputati a Vail e Beaver Creek dal 2 al 14 febbraio, Maier vinse sei gare in Coppa del Mondo (tre supergiganti, due slalom giganti, una discesa libera) e andò a podio in altre quattro occasioni. La classifica generale di Coppa, prima della pausa iridata, lo vedeva però al terzo posto con 1 053 punti dietro ai norvegesi Lasse Kjus (1 089) e Kjetil André Aamodt (1 054). Proprio i due scandinavi insieme al campione austriaco (al suo esordio iridato) erano i più attesi in vista dei Mondiali, per i quali fu anche convocato la nuova promessa austriaca, l'allora ventunenne Benjamin Raich vincitore di tre gare di Coppa durante l'anno.
La prima gara in programma fu il supergigante. Maier si aggiudicò la corsa, vincendo il suo primo oro mondiale ex aequo con Kjus, precedendo sul podio Knauß, medaglia di bronzo, di un solo centesimo. Quattro giorni dopo, il 6 febbraio, l'austriaco si piazzò nuovamente davanti a tutti, questa volta in solitaria, nella gara di discesa libera. La pista dei due successi fu la Birds of Prey, dove già l'anno prima aveva conquistato due podi in Coppa. L'uscita nella seconda manche dello slalom gigante invece non permise a Maier di primeggiare in tre specialità differenti. Al contrario Kjus si aggiudicò un altro oro (proprio nello slalom gigante) e con tre ulteriori argenti (discesa libera, slalom speciale e combinata) riuscì nell'impresa di andare a podio in ogni specialità nella stessa edizione dei Mondiali: il norvegese fu il primo a conquistare cinque medaglie in cinque specialità diverse durante la stessa rassegna iridata, anche se già Toni Sailer nel 1958 aveva conquistato quattro medaglie (tre ori e un argento) in quattro specialità (il supergigante non era ancora previsto nel programma).
Le ultime otto gare di Coppa del Mondo videro i tre pretendenti alla coppa di cristallo, Maier, Kjus e Aamodt, darsi battaglia per ogni punto, superandosi a vicenda in testa alla classifica. Alla fine con 1 465 punti vinse Kjus, alla sua seconda vittoria generale, davanti ad Aamodt con 1 442 e all'austriaco con 1 307. Maier si aggiudicò comunque la Coppa del Mondo di supergigante con un buon margine di 186 punti su Eberharter.

### Stagione 2000
La beffa subita nella stagione precedente dalla squadra austriaca, che oltre alla Coppa generale aveva perso anche le Coppe di discesa libera (andata a Kjus) e di slalom gigante (Von Grünigen), e dallo stesso Maier, trovò vendetta nel 1999-2000. Maier partì subito fortissimo con quattro vittorie in quattro gare disputate tra il 31 ottobre e il 28 novembre e per il resto della stagione lasciò poco spazio agli avversari. Già a fine gennaio infatti l'assegnazione della Coppa del Mondo sembrò definita, con l'austriaco che proprio il 29, vincendo la discesa libera di Garmisch-Partenkirchen, appaiò Franz Klammer al sesto posto tra gli atleti più vittoriosi in Coppa del Mondo con 26 successi. La 27ª vittoria (5 febbraio, slalom gigante di Todtnau) gli permise invece di agganciare lo statunitense Phil Mahre. Sempre in gennaio inoltre stabilì il record di sette vittorie consecutive in supergigante, concludendo una serie iniziata a Val-d'Isère il 13 dicembre 1998.
La certezza matematica del primato in classifica generale arrivò l'11 marzo sulle nevi di casa di Hinterstoder. Terzo nello slalom gigante, Maier si trovò con 420 punti di vantaggio su Aamodt, diventando quindi irraggiungibile nelle quattro gare mancanti. Alla fine della stagione l'atleta di Flachau fu primo con il punteggio record di 2 000 punti, 560 di vantaggio sul più diretto inseguitore Aamodt. Maier si aggiudicò inoltre la Coppa di supergigante (terza affermazione consecutiva per lui), quella di slalom gigante (precedendo il connazionale Mayer di soli tre punti), e quella di discesa libera, combattuta fino all'ultimo con l'italiano Ghedina. Proprio Ghedina, vincendo il supergigante di Kvitfjell il 5 marzo (il primo per lui), aveva inoltre interrotto la striscia austriaca di vittorie consecutive in questa disciplina, che durava dal 23 febbraio 1997, data del primo successo di Maier. In totale durante la stagione 1999-2000 della Coppa del Mondo il campione austriaco vinse dieci gare (tre slalom giganti, quattro supergiganti e tre discese libere), giungendo inoltre sette volte secondo e cinque volte terzo posto.

### Stagione 2001
L'annata successiva, la 2000-2001, fu caratterizzata, oltre che dalla Coppa del Mondo, anche dai Mondiali di Sankt Anton am Arlberg, dal 28 gennaio al 10 febbraio 2001. La stagione si sviluppò sulla falsariga della precedente, con Maier e in generale gli austriaci dominatori della stagione. Da segnalare, tra le varie vittorie, quella ottenuta il 20 gennaio in discesa libera sulla Streif di Kitzbühel, ultima delle classiche dello sci alpino che ancora mancava nel palmarès dell'ex muratore. Già per due volte si era comunque imposto sulla medesima pista, ma in supergigante (21 gennaio 2000 e 19 gennaio 2001).
L'appuntamento iridato invece si rivelò sotto le aspettative per Maier. La gara di esordio, il supergigante, vide infatti imporsi un outsider, lo statunitense Daron Rahlves, davanti ai più quotati Eberharter e Maier, il favorito della vigilia. In Austria suscitò inoltre polemiche l'esultanza di quest'ultimo dopo la sconfitta del connazionale, suo grande rivale. Qualche giorno dopo Maier si vide sfuggire anche l'oro nella discesa libera, dove venne battuto da Hannes Trinkl. Il bottino della rassegna si fermò a un argento e un bronzo dopo il quarto posto, a un solo centesimo di ritardo dal terzo classificato, nello slalom gigante vinto da Von Grünigen.
La rivincita di Maier si consumò in Coppa del Mondo. Il 3 marzo si aggiudicò matematicamente la classifica generale per la terza volta, uguagliando Ingemar Stenmark e Phil Mahre. Nei giorni successivi, durante le finali di Åre, il campione austriaco ripeté inoltre il risultato dell'anno precedente conquistando tre Coppe di specialità: oltre a quella in supergigante, vinta con l'ampio margine di 169 punti su Werner Franz, strappò quella di discesa libera ad Eberharter per soli 14 punti e, all'ultima gara, quella di slalom gigante al veterano Von Grünigen. Allo svizzero sarebbe infatti bastato il terzo posto nella gara conclusiva, ma la quarta posizione e la contemporanea vittoria di Maier lo relegarono alle spalle dell'austriaco per soli dieci punti.
Benché Maier non fosse riuscito a uguagliare il record dell'anno precedente, chiuse la stagione con 1 618 punti, praticamente doppiando Eberharter (875) e Kjus (866), rientrante dopo un anno sabbatico. Da record furono invece le vittorie stagionali, tredici come quelle di Stenmark nel 1978-1979. Ai tredici primi posti, ripartiti tra slalom gigante (cinque), supergigante (tre) e discesa libera (cinque), si aggiunsero inoltre due secondi e due terzi posti.

### Stagione 2002
Nell'estate del 2001 Maier era all'apice della carriera: aveva già conquistato tre Coppe del Mondo generali, nove Coppe di specialità, 41 vittorie, due ori olimpici, quattro medaglie iridate e vedeva davanti a sé vari record da raggiungere. Il 24 agosto però, tornato da pochi giorni in patria da una trasferta di allenamenti in Cile, fu vittima di un grave incidente a Radstadt, a pochi chilometri da casa. Maier, in sorpasso con la sua motocicletta, si schiantò contro l'auto di un turista tedesco che svoltò improvvisamente a sinistra benché la manovra non fosse permessa. L'atleta riportò fratture multiple scomposte alla gamba destra che costrinsero i medici a sottoporlo a una delicata operazione chirurgica, durata sette ore, con l'obiettivo di salvargli l'arto. Il pericolo di un'amputazione venne scongiurato completamente solo due giorni dopo. La gravità della situazione apparve subito evidente e si iniziò anche a parlare, oltre che di stagione finita, anche di carriera fortemente a rischio. Maier rispose però bene agli interventi, che tra l'altro avevano comportato il trapianto di pelle prelevata dal braccio sulla gamba per sostituire quella andata persa nell'incidente, e alle cure, uscendo così dall'ospedale a metà settembre. Il recupero abbastanza veloce dissipò le previsioni più fosche sul suo ritorno alle gare. In dicembre rimise gli sci per la prima volta, mentre in gennaio si ventilava già di una sua possibile partecipazione ai XIX Giochi olimpici invernali di Salt Lake City 2002, possibilità smentita subito dallo stesso Maier.

### Stagione 2003
I tempi non risultarono essere così veloci, ma la riabilitazione alla quale si sottopose gli permise comunque di tornare ad allenarsi con la nazionale austriaca in luglio, anche se ulteriori problemi fisici (tra cui un infortunio al polpaccio) lo costrinsero a rimandare nuovamente il suo rientro alle gare, previsto in un primo tempo per l'inizio della stagione 2002-2003.
Finalmente il 14 gennaio 2003, 478 giorni dopo l'incidente e a 675 dall'ultima gara, venne convocato, sollevando varie perplessità, per lo slalom gigante di Adelboden. Maier si piazzò 31º, mancando per soli 5 centesimi la qualificazione alla seconda manche. Le prestazioni comunque migliorarono in fretta: il 17 e il 18 gennaio arrivò 22º e 7º nelle due discese libere di Wengen, mentre il 25 fu 6º in quella di Kitzbühel. Infine il 27 gennaio, sempre a Kitzbühel, stupì di nuovo tutti imponendosi nel supergigante davanti ad altri quattro austriaci.

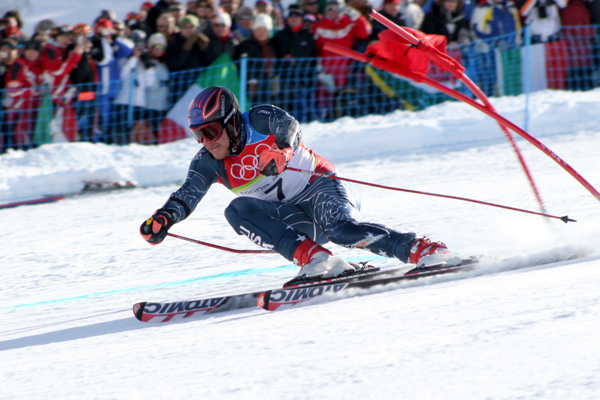
Bode Miller, volto nuovo dello sci alpino a inizio millennio

La condizione mostrata da Maier fece sì che venisse convocato per i successivi Mondiali di Sankt Moritz (2-16 febbraio). La gara inaugurale della rassegna iridata fu il supergigante, specialità di cui Maier, prima dell'incidente, era il dominatore. L'alloro iridato venne vinto da Eberharter, che precedette di 77 centesimi proprio il grande rivale e lo statunitense Bode Miller, rivelazione della stagione e in corsa con lo stesso Eberharter per la Coppa del Mondo.
L'assegnazione di un posto a Maier nella prova di discesa libera dell'8 febbraio provocò invece forti polemiche in Austria, dove da più parti si accusarono gli allenatori di aver chiamato il campione di Flachau sotto le pressioni degli sponsor, escludendo atleti meno mediatici ma più in forma. La discesa libera vide l'ex muratore chiudere all'8º posto, staccato di 1''22 dal vincitore, l'austriaco Walchhofer, ma di soli 25 centesimi dal terzo posto di Bruno Kernen. Subito dopo la gara Maier decise di chiudere la stagione per farsi operare e togliere il chiodo di 36 centimetri impiantato nella tibia destra dopo l'incidente.
Nel frattempo sull'avventura di Maier, dall'incidente dell'agosto 2001 al ritorno alla vittoria a Kitzbühel, venne girato un documentario di 54 minuti prodotto dalla Federazione austriaca e presentato proprio durante i Mondiali di Sankt Moritz.

### Stagione 2004
Dopo la seconda operazione Maier riprense ad allenarsi in modo da essere pronto per l'inizio della Coppa del Mondo 2003-2004. I problemi fisici non erano comunque completamente risolti e la gamba infortunata faceva spesso male. Le prime uscite della stagione non furono all'altezza delle sue precedenti prestazioni, poiché ottenne solo un 16º posto nello slalom gigante inaugurale, per poi proseguire con il 7º in quello successivo e il 9º nella prima discesa libera dell'anno. Il 30 novembre tornò alla vittoria nel supergigante di Lake Louise e la settimana seguente, durante le gare di Beaver Creek, riconquistò per la prima volta dal 2001 la vetta della classifica generale di Coppa. Al contrario degli anni precedenti però il dominio in classifica di Maier non fu schiacciante, anche per via della scarsa continuità mostrata nelle gare di slalom gigante. Proprio in questa specialità il 3 gennaio 2004, sulla pista a lui appena intitolata nella natia Flachau, ottenne uno dei peggiori piazzamenti in carriera, il 51º posto.
Alle finali di Sestriere Maier riuscì comunque a presentarsi in testa alla Coppa del Mondo, forte delle quattro vittorie conquistate fino a quel momento e ad altrettanti piazzamenti a podio. I suoi diretti avversari erano comunque vicini: Miller (sei gare vinte ma molto discontinuo) era staccato di 67 punti, Eberharter di 82 e Raich di 102, con ancora quattro prove da disputare. L'11 marzo con la vittoria nell'ultimo supergigante davanti a Eberharter, Maier allungò sugli avversari, mentre due giorni dopo, grazie all'annullamento dopo la prima manche dello slalom gigante (nella classifica provvisoria Raich era primo e Maier 18º), ottenne la certezza matematica della sua quarta Coppa del Mondo. La classifica finale della stagione vide quindi il campione di Flachau a 1 265 punti, Eberharter, dominatore delle due annate precedenti, a 1 223, Raich a 1 189 e Miller a 1 134. Maier conquistò inoltre la sua quinta Coppa del Mondo di supergigante, record assoluto maschile, davanti allo svizzero Pirmin Zurbriggen (a quota quattro) e condiviso con la tedesca Katja Seizinger.
Il ritorno in grande stile di Maier dopo l'incidente in cui aveva rischiato di perdere la gamba gli valsero in maggio la vittoria ai Laureus World Sports Awards nella sezione "Ritorno dell'anno", dopo che già l'anno precedente aveva ricevuto la nomination per il medesimo riconoscimento.

### Stagione 2005
In estate venne annunciato il ritiro di Eberharter, ormai trentacinquenne, ma la concorrenza per Maier per la Coppa del Mondo 2004-2005 sembrava essere tutt'altro che scarsa. In particolare lo statunitense Miller veniva indicato come principale rivale per la conquista del titolo, viste le ultime due ottime annate disputate. Proprio Miller fu autore di un grandissimo avvio di stagione, mentre l'austriaco faticò a ottenere risultati di rilievo, soprattutto se confrontati con quelli dei tempi migliori. Infatti, dopo aver raccolto alcuni podi, Maier conquistò la prima vittoria stagionale solo il 24 gennaio 2005 nel supergigante di Kitzbühel, alla vigilia dei Mondiali organizzati a Bormio/Santa Caterina Valfurva.
Proprio la vittoria di Kitzbühel rilanciò le quotazioni del campione austriaco in vista delle prove iridate, in cui fu uno degli atleti più attesi insieme a Miller e Raich, rispettivamente primo e secondo nella classifica di Coppa. Maier però deluse nelle prime due gare. Nel supergigante, sua specialità prediletta, fu quarto dietro a Miller e ai connazionali Walchhofer e Raich, mentre in discesa libera arrivò addirittura 17º in una prova dominata ancora una volta dallo statunitense. Questi risultati fecero già parlare di un campione sul viale del tramonto, ma il 9 febbraio vinse l'oro nello slalom gigante, salendo sul gradino più alto del podio in questa specialità per la prima volta dopo quattro anni e conquistando un titolo iridato che mancava alla nazionale austriaca dai tempi di Rudolf Nierlich (Saalbach-Hinterglemm 1991).
Dopo i Mondiali Maier tornò alla vittoria in Coppa in occasione delle gare veloci di Kvitfjell. Il 5 marzo si aggiudicò la discesa, mentre il 6 fu la volta del supergigante. Quest'ultimo piazzamento gli permise di appaiare l'italiano Alberto Tomba al secondo posto nella classifica degli sciatori con più vittorie in Coppa del Mondo a quota 50, classifica guidata dallo svedese Stenmark (86). Il finale di stagione fu comunque deludente. Il campione austriaco si vide infatti sfuggire la Coppa di supergigante all'ultima gara: il 9º posto nella prova di Lenzerheide e la contemporanea vittoria di Miller fecero sì che lo statunitense lo precedesse nella classifica di specialità per 17 punti (470 contro 453). Miller si aggiudicò inoltre la Coppa del Mondo con 1 648 punti davanti a Raich (1 454) e allo stesso Maier (1 295).

### Stagione 2006
Alla soglia dei 33 anni Maier iniziò il 2005-2006, sua decima stagione nel Circo bianco, con la vittoria nella gara inaugurale, lo slalom gigante di Sölden, salendo così a 51 vittoria in Coppa e staccando Tomba. Dopo l'acuto iniziale però rimase a lungo giù dal podio, raccogliendo al massimo due quarti posti tra ottobre e gennaio. Il 20 e 28 gennaio fu però di nuovo vincente in supergigante e discesa libera sulle piste di Kitzbühel e Garmisch-Partenkirchen. In particolare nel supergigante tirolese ottenne la sua quinta affermazione in sei partecipazioni, oltre al secondo posto del 2004.

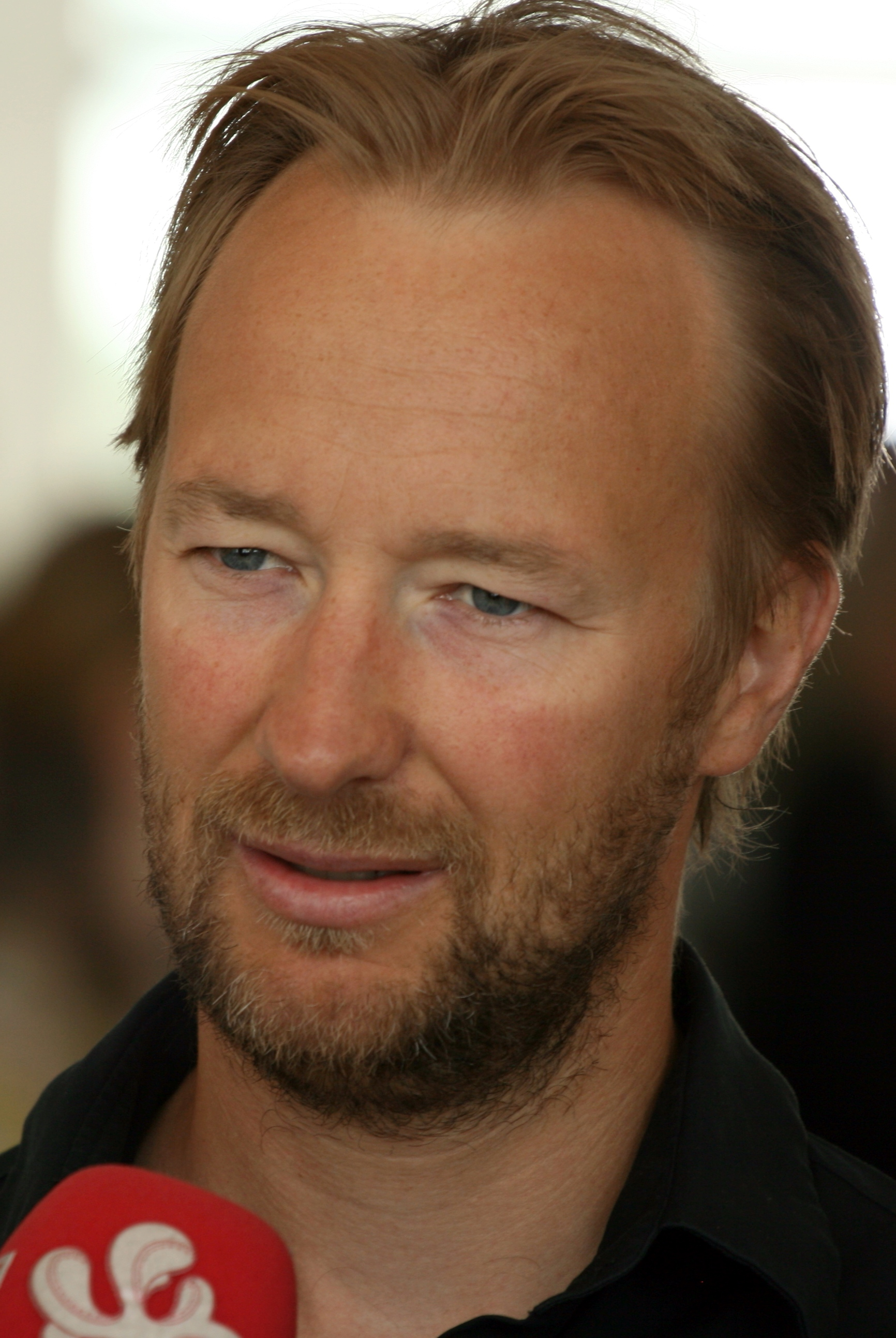
Kjetil André Aamodt, primatista di medaglie olimpiche e mondiali vinte

Ormai fuori dalla lotta per la Coppa del Mondo, i XX Giochi olimpici invernali di Torino 2006 (10-26 febbraio 2006) diventarono il suo principale obbiettivo stagionale. In particolare Maier rincorreva una medaglia in discesa libera, ancora mancante nel suo palmarès a cinque cerchi. Proprio la discesa libera fu la prima gara in programma. L'austriaco chiuse però la prova solo al 6º posto, a 1''20 dal vincitore, a sorpresa il francese Antoine Dénériaz, e a 18 centesimi dalla medaglia di bronzo dello svizzero Kernen. Il 18 si tenne poi il supergigante. Maier arrivò secondo dietro ad Aamodt, vedendo quindi svanire il sogno della seconda affermazione nella specialità dopo il titolo di Nagano 1998. Il norvegese invece conquistò il suo quarto oro nella rassegna a cinque cerchi, il terzo in supergigante dopo Albertville 1992 e Salt Lake City 2002, nonché ottava medaglia olimpica. Infine il 20 andò nuovamente a podio, questa volta sul terzo gradino, nello slalom gigante (sua ultima gara olimpica), preceduto da Raich e Joël Chenal.
L'ultimo mese di gare in Coppa del Mondo non portò invece soddisfazioni a Maier. Sempre lontano dal podio in slalom gigante e discesa libera, si vide sfuggire proprio all'ultima prova l'unico trofeo ancora raggiungibile, la Coppa di supergigante. Il 16 marzo durante le finali di Åre si piazzò infatti quarto nel supergigante, ma il contemporaneo terzo posto di Aksel Lund Svindal permise al norvegese di conquistare il titolo per soli due punti (284 contro 282). In classifica generale l'austriaco chiuse invece al 6º posto con 818 punti, mentre la Coppa del Mondo venne vinta da Raich con 1 410 punti.

### Stagione 2007
Le medaglie del 2006 furono gli ultimi importanti risultati nella carriera di Maier. Nella stagione 2006-2007 infatti ottenne un solo podio in Coppa del Mondo arrivando terzo nel supergigante di Hinterstoder in dicembre. A questo si aggiunsero aggiunti altri sette piazzamenti nei primi dieci in gare di Coppa. A pesare sulle prestazioni, oltre all'età dell'atleta, furono anche i dolori della gamba destra e i problemi nel trovare uno scarpone adatto all'arto incidentato, problemi che si trascinavano ormai da tre anni.
Anche ai Mondiali disputati a Åre (3-18 febbraio 2007) l'austriaco non riuscì a trovare un acuto. Nello slalom gigante si piazzò infatti 21º, mentre fu 13º nella discesa libera e 7º nel supergigante, benché in questa prova fosse staccato solo di 4 centesimi dal bronzo di Kernen (l'oro dell'italiano Patrick Staudacher ea invece a 66 centesimi). Per la prima volta in carriera quindi Maier non andò a medaglia in una grande manifestazione. L'austriaco chiuse la stagione con il 19º posto nella classifica generale di Coppa del Mondo a 452 punti. Il trofeo andò invece a Svindal che stacca Raich di 13 lunghezze (1 268 contro 1 255). Con 177 punti Maier fu anche lontano dalla vetta della Coppa di supergigante (arrivò infatti 6º), vinta da Miller.

### Stagione 2008
Nel giugno 2007 avviene una svolta importante nella carriera dell'austriaco. Dopo molti anni decide infatti di lasciare il suo fornitore storico, l'azienda di Altenmarkt im Pongau Atomic, e di passare alla Head, come aveva fatto l'anno precedente anche Miller. L'annata 2007-2008 fu simile alla precedente. L'unico risultato di rilievo fu infatti il 2º posto nel supergigante di Kitzbühel del 18 gennaio, che comunque bastò a rendere orgoglioso l'atleta. Nelle restanti gare Maier riuscì ad arrivare solo quattro volte tra i primi dieci e a fine stagione chiuse al 21º posto nella classifica generale con 411 punti (contro i 1 409 del vincitore Miller).

### Stagione 2009
I problemi fisici dell'austriaco, che lo colpivano con più o meno intensità dalla data dell'incidente in moto, tornarono a galla a fine estate 2008. Inoltre durante un allenamento in ottobre si infortunò alla schiena, subendo uno strappo tra la quarta e la quinta vertebra lombare. Nonostante questi riuscì prima a presentarsi allo slalom gigante inaugurale della stagione a Sölden (26 ottobre) e poi ad affrontare le gare oltreoceano di Lake Louise e Beaver Creek (fine novembre-inizio dicembre). Proprio nel supergigante di Lake Louise del 30 novembre l'austriaco tornò alla vittoria, dopo quasi tre anni dal suo ultimo successo (Garmisch-Partenkirchen, 28 gennaio 2006). Si trattò del 54º e ultimo sigillo in Coppa del Mondo, nonché del 24º in questa specialità. Una settimana dopo Maier fu poi di nuovo a podio con il secondo posto, battuto da Svindal, nel supergigante di Beaver Creek.
La stagione 2009 prevedeva inoltre dal 2 al 15 febbraio i Mondiali di Val-d'Isère e Maier fu convocato per le prove veloci. La sesta e ultima partecipazione alla rassegna iridata non portò comunque grandi soddisfazioni. In supergigante ottenne infatti un deludente 18º posto, mentre nella discesa fu 6º, staccato di oltre un secondo dal podio e dal vincitore, il canadese John Kucera, ma risultando comunque il migliore degli austriaci.
In Coppa del Mondo Maier riuscì a presentarsi alle finali di Åre in testa nella classifica di supergigante, benché tallonato molto da vicino da Svindal, Didier Défago e Werner Heel. Il 17º posto nella prova conclusiva tolse all'austriaco la soddisfazione della Coppa di cristallo, venendo superato nel computo dei punti da tutti e tre i diretti avversari. Il trofeo andò quindi a Svindal che si aggiudicò anche la Coppa generale.
Subito dopo la fine della stagione Maier si sottopose a un intervento al ginocchio destro, per via del quale fu costretto a saltare le sessioni di allenamento estive. A inizio ottobre tornò comunque sugli sci, annunciando di essere contento della sua condizione e delle sensazioni ricevute. Nonostante queste parole però il 13 ottobre, a poco più di dieci giorni dall'inizio della stagione 2009-2010, in una conferenza stampa convocata a Vienna, un Maier visibilmente commosso annunciò il proprio ritiro dallo sci agonistico.

## Caratteristiche tecniche
I successi di Maier furono caratterizzati dal suo stile di sciata, sempre alla ricerca della linea più diretta tra le porte, che lo portava spesso a impattare con le stesse anche nelle prove veloci, dove si raggiungono velocità superiori ai 100 km/h. L'austriaco era aiutato nel suo gesto tecnico dalla grande potenza fisica, che aveva suscitato durante la stagione 1997-1998 vari sospetti di doping. In particolare accuse in questo senso arrivarono dal responsabile medico italiano Herbert Schonhuber e dal tecnico elvetico Theo Nadig. A fomentare i sospetti fu la collaborazione di Maier con Bernd Pansold, ex medico di nazionali della Repubblica Democratica Tedesca ed ex spia della Stasi, iniziata nel 1997. Pansold, nel 1998 sotto processo per doping ai tempi della Germania Est, venne condannato alla fine dello stesso anno. A seguito della sentenza la Federazione sciistica dell'Austria fece in modo che venisse licenziato dal centro tecnico in cui si allenava Maier. L'atleta ha comunque sempre affermato di aver sviluppato il suo fisico attraverso il lavoro da muratore svolto negli anni giovanili.
Sempre grazie alla potenza fisica mostrata, Maier si guadagnò vari soprannomi. Su tutti si impose "Herminator", soprannome mutuato da Terminator, personaggio cinematografico interpretato dal suo amico Arnold Schwarzenegger. I tifosi di Maier avevano scelto quale simbolo da rappresentare sui loro striscioni un maialino rosa.

## Palmarès

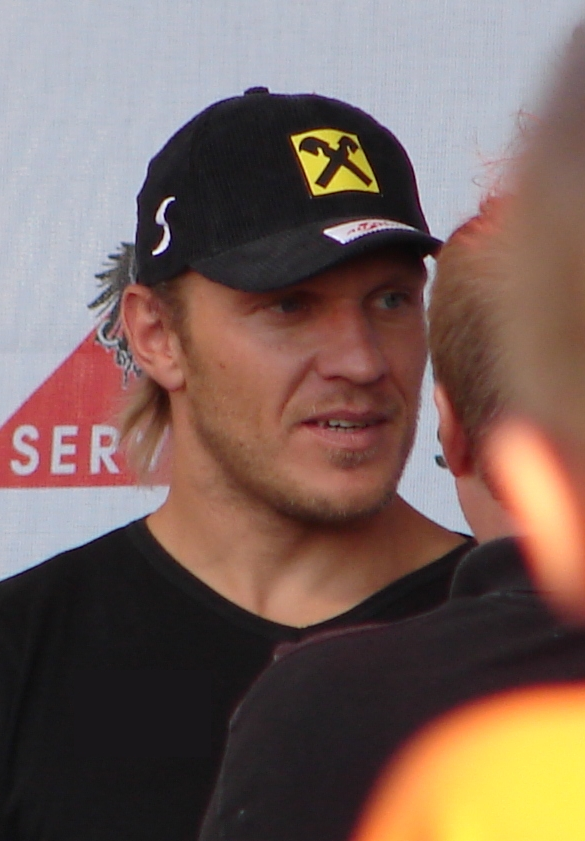
Maier al "Day of Sports" Festival del 2006 a Vienna

### Olimpiadi
- 4 medaglie:
  - 2 ori (supergigante, slalom gigante a Nagano 1998)
  - 1 argento (supergigante a Torino 2006)
  - 1 bronzo (slalom gigante a Torino 2006)

### Mondiali
- 6 medaglie:
  - 3 ori (discesa libera, supergigante a Vail/Beaver Creek 1999; slalom gigante a Bormio/Santa Caterina Valfurva 2005)
  - 2 argenti (discesa libera a Sankt Anton am Arlberg 2001; supergigante a Sankt Moritz 2003)
  - 1 bronzo (supergigante a Sankt Anton am Arlberg 2001)

### Coppa del Mondo
- Vincitore della Coppa del Mondo nel 1998, nel 2000, nel 2001 e nel 2004
- Vincitore della Coppa del Mondo di discesa libera nel 2000 e nel 2001
- Vincitore della Coppa del Mondo di supergigante nel 1998, nel 1999, nel 2000, nel 2001 e nel 2004
- Vincitore della Coppa del Mondo di slalom gigante nel 1998, nel 2000 e nel 2001
- 96 podi:
  - 54 vittorie
  - 21 secondi posti
  - 21 terzi posti

#### Coppa del Mondo - vittorie
| Data             | Località               | Paese       | Specialità |
| ---------------- | ---------------------- | ----------- | ---------- |
| 23 febbraio 1997 | Garmisch-Partenkirchen | Germania    | SG         |
| 20 novembre 1997 | Park City              | Stati Uniti | GS         |
| 6 dicembre 1997  | Beaver Creek           | Stati Uniti | SG         |
| 29 dicembre 1997 | Bormio                 | Italia      | DH         |
| 6 gennaio 1998   | Saalbach-Hinterglemm   | Austria     | GS         |
| 10 gennaio 1998  | Schladming             | Austria     | SG         |
| 11 gennaio 1998  | Schladming             | Austria     | SG         |
| 13 gennaio 1998  | Adelboden              | Svizzera    | GS         |
| 16 gennaio 1998  | Wengen                 | Svizzera    | DH         |
| 18 gennaio 1998  | Veysonnaz              | Svizzera    | KB         |
| 1º febbraio 1998 | Garmisch-Partenkirchen | Germania    | SG         |
| 25 ottobre 1998  | Sölden                 | Austria     | GS         |
| 13 dicembre 1998 | Val-d'Isère            | Francia     | SG         |
| 21 dicembre 1998 | Innsbruck              | Austria     | SG         |
| 29 dicembre 1998 | Bormio                 | Italia      | DH         |
| 9 gennaio 1999   | Schladming             | Austria     | SG         |
| 12 gennaio 1999  | Adelboden              | Svizzera    | GS         |
| 7 marzo 1999     | Kvitfjell              | Norvegia    | SG         |
| 31 ottobre 1999  | Tignes                 | Francia     | GS         |
| 24 novembre 1999 | Beaver Creek           | Stati Uniti | GS         |
| 27 novembre 1999 | Beaver Creek           | Stati Uniti | DH         |
| 28 novembre 1999 | Vail                   | Stati Uniti | SG         |
| 5 dicembre 1999  | Lake Louise            | Canada      | SG         |
| 8 gennaio 2000   | Chamonix               | Francia     | DH         |
| 21 gennaio 2000  | Kitzbühel              | Austria     | SG         |
| 29 gennaio 2000  | Garmisch-Partenkirchen | Germania    | DH         |
| 5 febbraio 2000  | Todtnau                | Germania    | GS         |
| 16 marzo 2000    | Bormio                 | Italia      | SG         |
| 29 ottobre 2000  | Sölden                 | Austria     | GS         |
| 26 novembre 2000 | Lake Louise            | Canada      | SG         |
| 2 dicembre 2000  | Beaver Creek           | Stati Uniti | DH         |
| 9 dicembre 2000  | Val-d'Isère            | Francia     | DH         |
| 10 dicembre 2000 | Val-d'Isère            | Francia     | GS         |
| 9 gennaio 2001   | Adelboden              | Svizzera    | GS         |
| 19 gennaio 2001  | Kitzbühel              | Austria     | SG         |
| 20 gennaio 2001  | Kitzbühel              | Austria     | DH         |
| 15 febbraio 2001 | Shigakōgen             | Giappone    | GS         |
| 2 marzo 2001     | Kvitfjell              | Norvegia    | DH         |
| 4 marzo 2001     | Kvitfjell              | Norvegia    | SG         |
| 8 marzo 2001     | Åre                    | Svezia      | DH         |
| 10 marzo 2001    | Åre                    | Svezia      | GS         |
| 27 gennaio 2003  | Kitzbühel              | Austria     | SG         |
| 30 novembre 2003 | Lake Louise            | Canada      | SG         |
| 6 dicembre 2003  | Beaver Creek           | Stati Uniti | DH         |
| 1º febbraio 2004 | Garmisch-Partenkirchen | Germania    | SG         |
| 14 febbraio 2004 | Sankt Anton am Arlberg | Austria     | DH         |
| 11 marzo 2004    | Sestriere              | Italia      | SG         |
| 24 gennaio 2005  | Kitzbühel              | Austria     | SG         |
| 5 marzo 2005     | Kvitfjell              | Norvegia    | DH         |
| 6 marzo 2005     | Kvitfjell              | Norvegia    | SG         |
| 23 ottobre 2005  | Sölden                 | Austria     | GS         |
| 20 gennaio 2006  | Kitzbühel              | Austria     | SG         |
| 28 gennaio 2006  | Garmisch-Partenkirchen | Germania    | DH         |
| 30 novembre 2008 | Lake Louise            | Canada      | SG         |

Legenda:

DH = discesa libera

SG = supergigante

GS = slalom gigante

KB = combinata

### Coppa Europa
- Vincitore della Coppa Europa nel 1996
- Vincitore della classifica di slalom gigante nel 1996
- 8 podi (dati dalla stagione 1994-1995):
  - 5 vittorie
  - 2 secondi posti
  - 1 terzo posto

#### Coppa Europa - vittorie
| Data            | Località              | Paese   | Specialità |
| --------------- | --------------------- | ------- | ---------- |
| 9 gennaio 1996  | Les Arcs              | Francia | GS         |
| 11 gennaio 1996 | Serre Chevalier       | Francia | GS         |
| 23 gennaio 1996 | Altenmarkt-Zauchensee | Austria | SG         |
| 24 gennaio 1996 | Altenmarkt-Zauchensee | Austria | SG         |
| 9 febbraio 1996 | Sella Nevea           | Italia  | GS         |

Legenda:

SG = supergigante

GS = slalom gigante

## Statistiche
Maier gareggiò per tredici stagioni a livello agonistico (1996-2001 e 2003-2009), arco di tempo in cui prese parte a Coppa Europa, Coppa del Mondo, Olimpiadi e Mondiali.
In Coppa del Mondo, nelle 268 gare disputate, vinse 54 volte e conquistò un totale di 96 podi. Questi numeri lo collocano al terzo posto tra i più vittoriosi in Coppa, dietro allo svedese Ingemar Stenmark (86 vittorie) e al connazionale Marcel Hirscher (68), e al quarto per numero di podi, dietro agli stessi Stenmark (155), Hirscher (135) e all'austro-lussemburghese Marc Girardelli (100). Grazie a questi piazzamenti si aggiudicò quattro Coppe del Mondo generali, terzo nella classifica dei vincitori dietro a Hirscher (otto), Girardelli (cinque) e appaiato all'italiano Gustav Thöni e allo svizzero Pirmin Zurbriggen, e dieci Coppe di specialità (cinque in supergigante, tre in slalom gigante e due in discesa libera). Il numero di Coppe di supergigante rappresenta inoltre un record assoluto (5, condiviso a livello maschile con il norvegese Aksel Lund Svindal. Nel femminile, invece, ne hanno vinte altrettante la tedesca Katja Seizinger, la statunitense Lindsey Vonn e la svizzera Lara Gut-Behrami). Le vittorie in Coppa del Mondo di Maier sono divise tra discesa libera (15), supergigante (24), slalom gigante (14) e combinata (1). L'austriaco detiene il record di supergiganti vinti (24); il secondo in questa graduatoria, Svindal, ha ottenuto 17 successi. Tra i record di Maier figurano anche il numero di supergiganti vinti consecutivamente, sette tra il dicembre del 1998 e il gennaio del 2000, e il supergigante vinto con maggiore distacco sul secondo classificato, 1''91 su Fritz Strobl il 16 marzo 2000 a Bormio. In totale l'austriaco andò a punti in Coppa del Mondo in sette diverse specialità (slalom speciale, slalom parallelo, slalom gigante, supergigante, discesa libera, combinata, supercombinata), a podio in cinque di queste e conquistò la Coppa del 2000 con il punteggio più alto di sempre (2000 punti). Tale record durerà sino al 2023, quando Marco Odermatt fece sua la Classifica generale con 2042 punti.
Per quanto riguarda i Mondiali, Maier partecipò a sei diverse edizioni, per un totale di 16 gare disputate. In queste si aggiudicò sei medaglie: tre d'oro, due argenti e un bronzo. Solo due invece furono le partecipazioni ai Giochi olimpici invernali, in cui si presentò al cancelletto di partenza per sei prove diverse. Le quattro medaglie conquistate sono egualmente ripartite tra le due edizioni: due ori a Nagano 1998, un argento e un bronzo a Torino 2006.
Infine Maier disputò 23 gare in Coppa Europa tra il gennaio 1996 e il febbraio 1997. Di queste ne vinse cinque (tutte nell'edizione 1996) e giunse a podio altre tre volte, aggiudicandosi la Coppa generale e la classifica di slalom gigante nel 1996.

### Podi in Coppa del Mondo
| Stagione/Specialità | Discesa libera         | Discesa libera         | Discesa libera         | Supergigante           | Supergigante           | Supergigante           | Slalom gigante         | Slalom gigante         | Slalom gigante         | Combinata              | Combinata              | Combinata              | Slalom parallelo       | Slalom parallelo       | Slalom parallelo       | Podi totali            |
| ------------------- | ---------------------- | ---------------------- | ---------------------- | ---------------------- | ---------------------- | ---------------------- | ---------------------- | ---------------------- | ---------------------- | ---------------------- | ---------------------- | ---------------------- | ---------------------- | ---------------------- | ---------------------- | ---------------------- |
| Stagione/Specialità | 1º                     | 2º                     | 3º                     | 1º                     | 2º                     | 3º                     | 1º                     | 2º                     | 3º                     | 1º                     | 2º                     | 3º                     | 1º                     | 2º                     | 3º                     | Podi totali            |
| 1996                |                        |                        |                        |                        |                        |                        |                        |                        |                        |                        |                        |                        |                        |                        |                        | 0                      |
| 1997                |                        |                        |                        | 1                      | 1                      |                        |                        |                        |                        |                        |                        |                        |                        |                        |                        | 2                      |
| 1998                | 2                      | 1                      | 2                      | 4                      |                        |                        | 3                      | 1                      | 4                      | 1                      |                        |                        |                        |                        | 1                      | 19                     |
| 1999                | 1                      |                        | 1                      | 4                      | 1                      |                        | 2                      |                        | 1                      |                        |                        | 1                      |                        |                        |                        | 11                     |
| 2000                | 3                      | 3                      | 2                      | 4                      | 1                      | 1                      | 3                      | 2                      | 1                      |                        | 1                      | 1                      |                        |                        |                        | 22                     |
| 2001                | 5                      |                        |                        | 3                      | 1                      |                        | 5                      |                        | 1                      |                        |                        |                        |                        |                        |                        | 15                     |
| 2002                | stagione non disputata | stagione non disputata | stagione non disputata | stagione non disputata | stagione non disputata | stagione non disputata | stagione non disputata | stagione non disputata | stagione non disputata | stagione non disputata | stagione non disputata | stagione non disputata | stagione non disputata | stagione non disputata | stagione non disputata | stagione non disputata |
| 2003                |                        |                        |                        | 1                      |                        |                        |                        |                        |                        |                        |                        |                        |                        |                        |                        | 1                      |
| 2004                | 2                      |                        |                        | 3                      | 2                      | 2                      |                        |                        |                        |                        |                        |                        |                        |                        |                        | 9                      |
| 2005                | 1                      | 1                      |                        | 2                      | 2                      |                        |                        | 2                      | 2                      |                        |                        |                        |                        |                        |                        | 10                     |
| 2006                | 1                      |                        |                        | 1                      |                        |                        | 1                      |                        |                        |                        |                        |                        |                        |                        |                        | 3                      |
| 2007                |                        |                        |                        |                        |                        | 1                      |                        |                        |                        |                        |                        |                        |                        |                        |                        | 1                      |
| 2008                |                        |                        |                        |                        | 1                      |                        |                        |                        |                        |                        |                        |                        |                        |                        |                        | 1                      |
| 2009                |                        |                        |                        | 1                      | 1                      |                        |                        |                        |                        |                        |                        |                        |                        |                        |                        | 2                      |
| Totale              | 15                     | 5                      | 5                      | 24                     | 10                     | 4                      | 14                     | 5                      | 9                      | 1                      | 1                      | 2                      | 0                      | 0                      | 1                      | 96                     |
| Totale              | 25                     | 25                     | 25                     | 38                     | 38                     | 38                     | 28                     | 28                     | 28                     | 4                      | 4                      | 4                      | 1                      | 1                      | 1                      | 96                     |

## Riconoscimenti
- Laureus World Sports Awards nella categoria "Ritorno dell'anno": 2004[70]
- Sportivo austriaco dell'anno: 1998, 1999, 2000, 2001[104]
- "Special Award" della Sports Media Austria:[105] 2003, 2009[106]
- Vice-sportivo mondiale dell'anno alle spalle di Zinédine Zidane nel 1998[senza fonte]
- Il comune di Flachau ha dedicato ad Hermann Maier la piazza principale del paese,[96] una statua[97] e una pista sciistica, su cui si sono tenute anche gare di Coppa del Mondo.[67][107]